# Peter Shor
Peter Williston Shor (Nova Iorque, 14 de agosto de 1959) é um matemático estadunidense.
É professor de matemática aplicada no Instituto de Tecnologia de Massachusetts (MIT), conhecido por seu trabalho em computação quântica, em particular pela elaboração do algoritmo de Shor, um algoritmo quântico para fatorar exponencialmente mais rápido que o melhor algoritmo conhecido atualmente rodando em um computador clássico.

## Educação
Enquanto freqüentava o Tamalpais High School, em Mill Valley, Califórnia, ele ficou em terceiro lugar na Olimpíada de Matemática dos Estados Unidos, realizada em 1977. Depois de se formar naquele ano, ganhou um prêmio de segundo lugar na Olimpíada Internacional de Matemática na  jugoslávia (a equipe dos Estados Unidos conseguiu o maior número de pontos por país naquele ano). Ele recebeu seu BS em Matemática no ano de 1981 pelo trabalho de graduação no Caltech, e foi um membro de Putnam em 1978. Logo se doutorou em Matemática aplicada pelo MIT em 1985. Seu orientador de doutorado foi Tom Leighton, e sua tese foi a análise probabilística de algoritmos bin-packing.

## Carreira
Depois de se formar, passou um ano em uma posição de pós-doutorado na Universidade da Califórnia em Berkeley, e depois aceitou uma posição no Bell Labs. Foi lá que ele desenvolveu o algoritmo de Shor, para o qual foi agraciado com o Prêmio Nevanlinna no XXIII Congresso Internacional de Matemáticos, em 1998.
Shor começou o seu trabalho atual no MIT em 2003.
Atualmente é professor do Departamento de Matemática no MIT, também é filiado ao CSAIL e ao Centro de Física Teórica (CTP).